# Zoboun americký
Zoboun americký (Rynchops niger), známý též pod názvem zoboun černý, je druh zobouna.

## Popis
Je největším ze tří druhů zobounů, dorůstá délky 40–50 cm a v rozpětí křídel měří 107–127 cm. Samci dosahují hmotnosti 308–374 g, samice pak 232–295 g.
Zobák je černý s červeným zbarvením u kořene a výrazně delší spodní čelistí. Oči má hnědé, končetiny červené a spodinu těla jasně bílou. Dospělí ptáci ve svatebním šatě mají černé temeno, zátylek a horní část těla. V prostém šatě je svrchu bledší a hnědší a zátylek má bílý. Mladí ptáci se pak od dospělců liší „šupinatým“ vzorem na křídlech a hřbetě.

## Chování
Potravu loví obvykle ve velkých hejnech, a to pro všechny druhy zobounů typickým způsobem. Letí nízko nad vodou, rozevře zobák a pod vodní hladinu ponoří pouze jeho spodní čelist. Do té následně chytá malé ryby a korýše. Je monogamní a hnízdí ve volných skupinách.
Hnízdo je jednoduchý dolík v písku, do kterého samice následně klade 2–5 světlých, černě skvrnitých vajec, na jejichž přibližně 24 denní inkubace se podílí oba rodiče. Mláďata mají krátce po vylíhnutí obě dvě čelisti zobáku stejně dlouhé, ale vzhledem k tomu, že spodní roste rychleji než horní, mají zobák brzy k lovu stejně přizpůsobený jako dospělí ptáci.

## Výskyt
Hnízdí na písčitých březích Severní a Jižní Ameriky. Je tažný, severní populace zimují v Karibiku a na tropických a subtropických pobřežích Tichého oceánu, jižní pak vykonávají pouze tahy na krátkou vzdálenost.

## Galerie

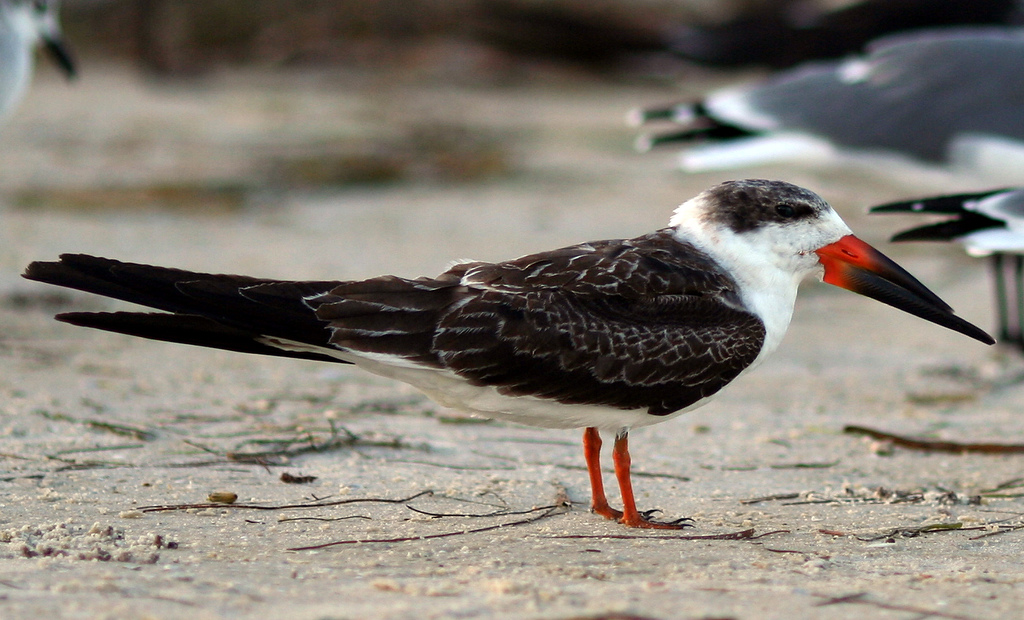
Mladý pták
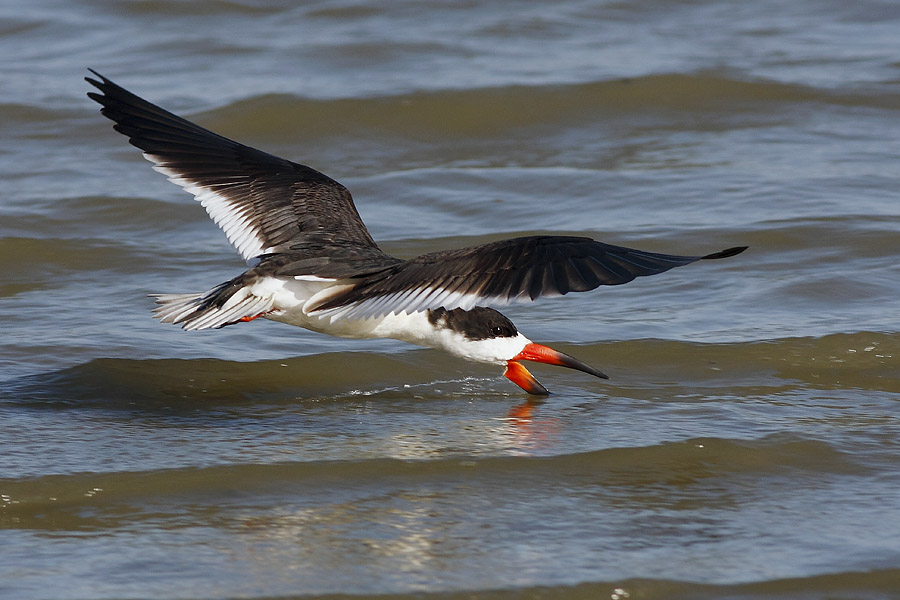
Zoboun při lovu potravy
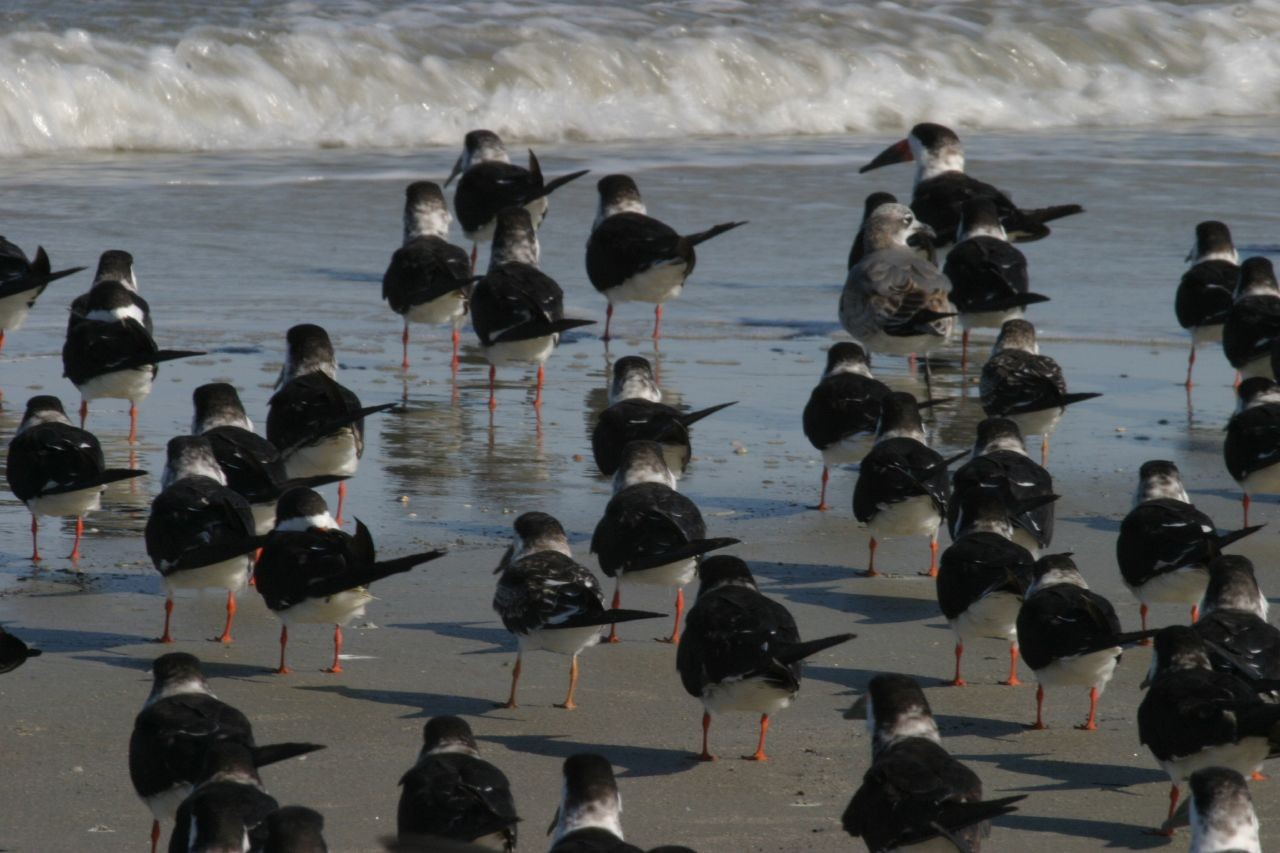
Kolonie zobounů
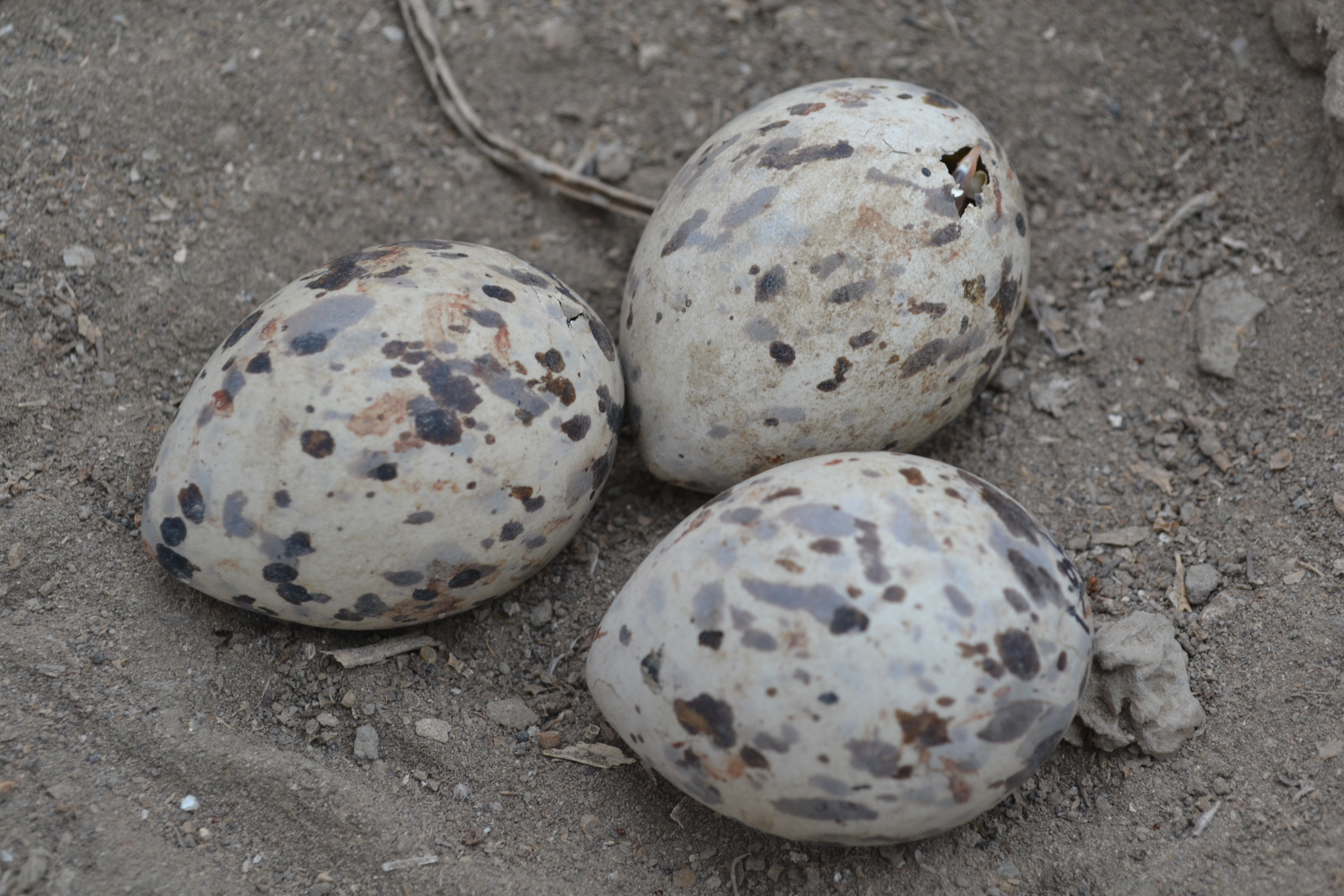
Vejce druhu